# Ooh La La (Faces)
Ooh La La è il quarto e ultimo album in studio del gruppo musicale britannico Faces, pubblicato nel 1973.
Sulla copertina è ritratto il personaggio di Gastone, interpretato da Ettore Petrolini negli anni venti.

## Tracce
- Side 1

1. Silicone Grown (Rod Stewart, Ronnie Wood) – 3:05
2. Cindy Incidentally (Ian McLagan, Stewart, Wood) – 2:37
3. Flags and Banners (Ronnie Lane, Stewart) – 2:00
4. My Fault (McLagan, Stewart, Wood) – 3:05
5. Borstal Boys (McLagan, Stewart, Wood) – 2:52

- Side 2

1. Fly in the Ointment (Kenney Jones, Lane, McLagan, Wood) – 3:49
2. If I'm on the Late Side (Lane, Stewart) – 2:36
3. Glad and Sorry (Lane) – 3:04
4. Just Another Honky (Lane) – 3:32
5. Ooh La La (Lane, Wood) – 3:30

## Formazione
- Rod Stewart - voce, banjo
- Ronnie Lane - basso, chitarre, percussioni, voce
- Ronnie Wood - chitarre, voce
- Ian McLagan - piano, organo, harmonium, voce
- Kenney Jones - batteria, percussioni